# Costa del Garraf

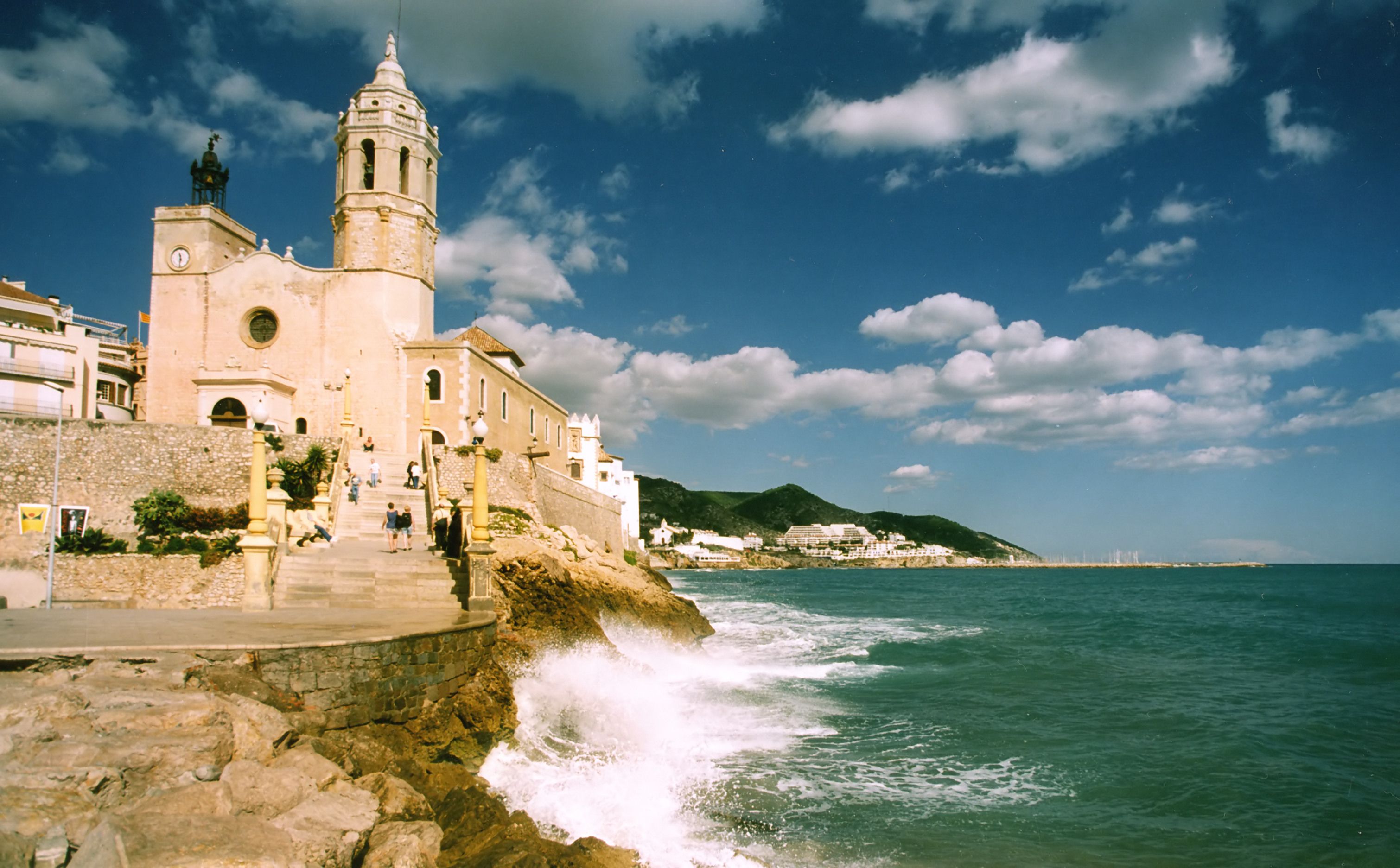
Die Costa del Garraf bei Sitges

Die Costa del Garraf (‚Garraf-Küste‘) ist die tourismusgeographische Bezeichnung für einen spanischen Mittelmeer-Küstenabschnitt in der katalanischen Comarca Garraf. 
Die Costa del Garraf erstreckt sich von Barcelona im Norden bis Vilanova i la Geltrú im Süden und wird von den Ortsansässigen als die „Hausküste“ Barcelonas angesehen. Dieser Küstenabschnitt wurde früher zur Costa Daurada gezählt, die sich im Süden anschließt. Im Norden grenzt die Costa del Garraf an die Costa del Maresme, mit der zusammen sie die Küste der Provinz Barcelona bildet. Bekannte Orte an dieser Küste sind Castelldefels und Sitges.
Für Besucher Barcelonas bietet sich der zirka 20 km lange Strandabschnitt südwestlich der Stadt an, weil dort im Vergleich zur anderen Seite der Stadt (der Costa del Maresme) mehr Ruhe und ein wesentlich breiterer Strand zur Verfügung steht, und auch das Zentrum Barcelonas und erst recht der Flughafen sind von dort schneller zu erreichen. Dieser Bereich beginnt unweit des Flughafens mit einer Reihe von Campingplätzen und endet in Castelldefels, wo zahlreiche Hotels zu finden sind. Der Anteil ausländischer Touristen hat in Castelldefels seit den 1970er Jahren erheblich abgenommen. Im bergigen Hinterland der Costa del Garraf liegt der Naturpark Parc Natural del Garraf, der ein beliebtes Ziel für Wanderer darstellt. Für Segler und Jachteigner ist interessant, dass Castelldefels seit den Olympischen Spielen 1992 auch über eine Marina verfügt. Ab dort ist der Strand durch eine Felsenküste unterbrochen und setzt sich ab Sitges Richtung Tarragona fort.